# Ctenus robustus
Ctenus robustus este o specie de păianjeni din genul Ctenus, familia Ctenidae, descrisă de Thorell, 1897.
Este endemică în Myanmar. Conform Catalogue of Life specia Ctenus robustus nu are subspecii cunoscute.